# 브리즈번 스트라이커스 FC
브리즈번 스트라이커스 FC(Brisbane Strikers Football Club)는 퀸즐랜드주 브리즈번에 연고를 둔 오스트레일리아의 세미프로 축구 클럽이다. 1991년 브리즈번 유나이티드라는 이름을 사용했으며, 2003-04 시즌 까지 내셔널 사커 리그에 소속되어 있었고 2004년 리그 설립 기간 동안 A-리그 라이센스를 놓고 경쟁하는 두 클럽 중 하나였다.
현재는 내셔널 프리미어리그 퀸즐랜드에 소속되어 있으며 홈 경기는 페리 파크에서 진행된다.